# سدلسترینگ (وایومینگ)
سدلسترینگ (به انگلیسی: Saddlestring) یک منطقهٔ مسکونی در ایالات متحده آمریکا است که در شهرستان جانسون، وایومینگ واقع شده‌است. سدلسترینگ ۱٬۶۵۸٫۱۳ متر بالاتر از سطح دریا واقع شده‌است.